# Vila Boa (Mirandela)
Vila Boa est une des paroisses civiles (freguesia) de la municipalité de Mirandela, dans le district de Bragance au Portugal.
Avec une superficie de 9,33 km2 et une population de 90 habitants (2011), la paroisse possède une densité de 9,6 habitants au km².